# Erich Jaschke
Erich Jaschke, nemški general, * 11. maj 1890, † 14. oktober 1961.